# Necropsittacus rodricanus
Papagaio-de-rodrigues ou papagaio-da-rodrigues (nome científico: Necropsittacus rodricanus) é uma espécie extinta de papagaio que era endêmica de Rodrigues, uma ilha no Oceano Índico a leste de Madagascar. A ave tinha uma plumagem verde, cabeça e bico grandes, além de uma longa cauda. O comprimento total do animal era de cerca de 50 cm, comparado ao de uma cacatua grande. Especialistas sugerem que pode ter tido uma aparência em vida semelhante a do papagaio Tanygnathus megalorynchos, mas com cabeça e cauda maiores. Não está claro se a espécie evoluiu a partir de ancestrais do sul da Ásia, tal como ocorreu com o dodô, ou da África.
Pouco se sabe sobre a espécie em vida. O único relato detalhado afirma que o papagaio se alimentava de sementes do arbusto Fernelia buxifolia, e que construía seus ninhos em ilhotas próximas para evitar os ratos (trazidos nos navios) da ilha principal. As primeiras menções à ave foram feitas pelos exploradores franceses François Leguat, em 1708, e Julien Tafforet, em 1726, ambos abandonados em Rodrigues. E a última em 1761, pelo astrônomo Alexandre Guy Pingré. Nesse intervalo de tempo de pouco mais de meio século, a ave, antes abundante na ilha, foi completamente exterminada. Caça excessiva, perda de habitat pelo desmatamento e predação por animais introduzidos pelos colonos, como ratos, são apontados como as principais causas da extinção.
A espécie é conhecida até hoje apenas por relatos de época e por meio de ossos subfósseis. Ela só foi descrita cientificamente no século seguinte à sua extinção, em 1867. O nome Necropsittacus rodricanus, dado pelo ornitólogo francês Alphonse Milne-Edwards, significa em latim "papagaio morto de Rodrigues". O espécime-tipo (utilizado para descrever a ave) é uma parte de um bico subfóssil, provavelmente um rostro enviado por Milne-Edwards para Alfred Newton. Adicionalmente, restos subfósseis de pelo menos quatro indivíduos foram encontrados em Plaine Corail, no sudoeste de Rodrigues.

## Taxonomia

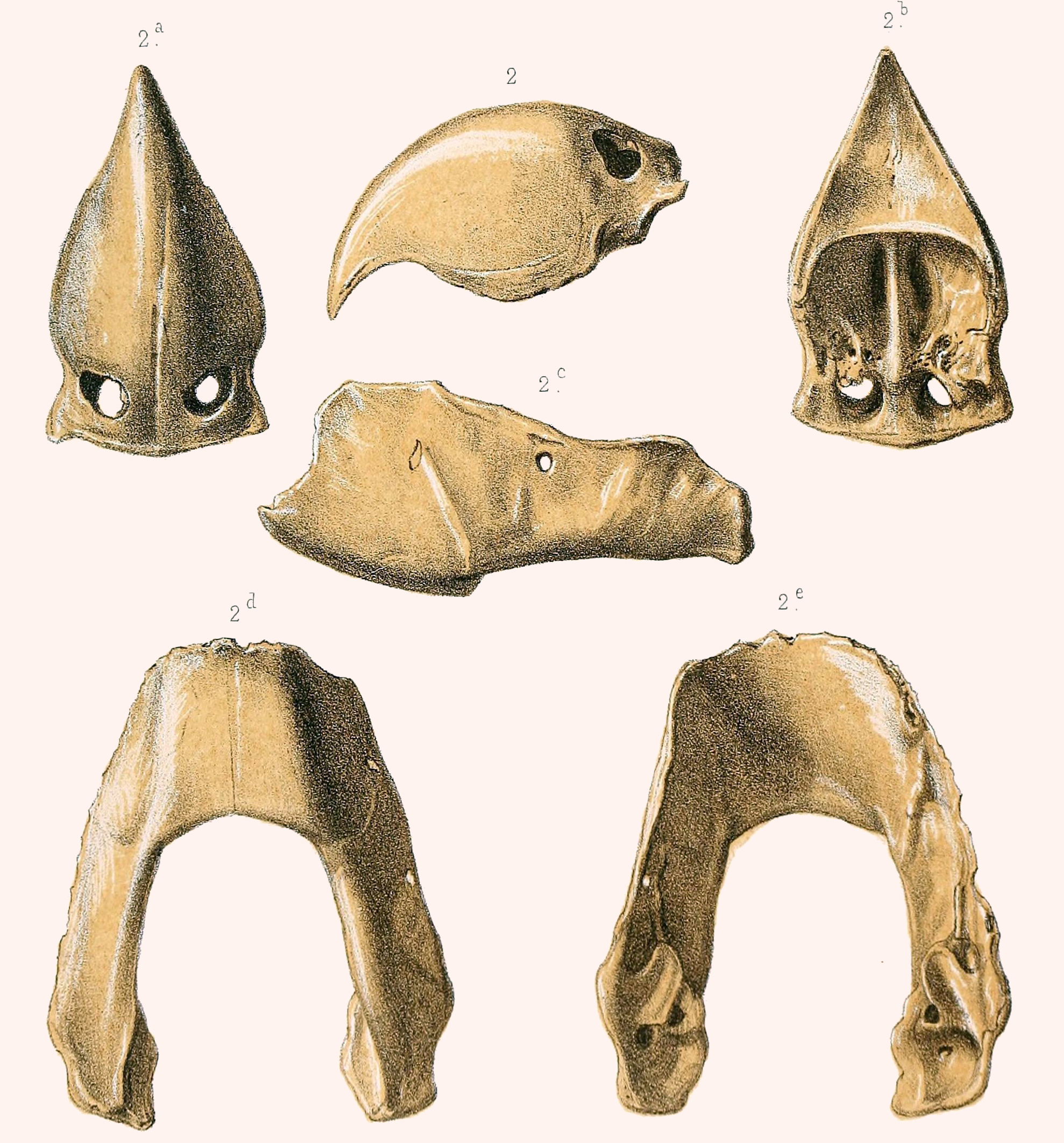
Desenho do bico subfóssil usado para descrever a espécie.

As primeiras menções ao papagaio-de-rodrigues, também chamado popularmente em português de papagaio-da-rodrigues, foram feitas pelos exploradores franceses François Leguat, em 1708, e Julien Tafforet, em 1726, ambos abandonados em Rodrigues, uma ilha no Oceano Índico a leste de Madagascar que era o único habitat da ave. O papagaio só viria a ser descrito cientificamente no século seguinte, em 1867, quando já estava extinto, sendo batizado de Psittacus rodricanus pelo ornitólogo francês Alphonse Milne-Edwards. Anos depois, em 1874, ele mesmo transferiu a espécie para o gênero Necropsittacus, formando o nome binomial aceito até hoje. Necropsittacus rodricanus significa em latim "papagaio morto de Rodrigues", uma referência à sua extinção. O espécime-tipo (utilizado para descrever a ave) é uma parte de um bico subfóssil, mas seu paradeiro atual é desconhecido. Pode ser o espécime UMZC 575, um rostro enviado por Milne-Edwards para o ornitólogo inglês Alfred Newton em algum momento após o ano de 1880. Esse material combina com o que foi desenhado e descrito na publicação de Milne-Edwards, mas não é possível ter certeza de que seja o mesmo. Adicionalmente, restos subfósseis de pelo menos quatro indivíduos foram encontrados em Plaine Corail, no sudoeste da ilha.
Depois de examinar um crânio do papagaio-de-rodrigues, Edward Newton e o alemão Hans Gadow acharam que a ave era estreitamente relacionada com o papagaio-de-bico-largo (endêmico de Maurício, uma ilha próxima a Rodrigues), devido às suas grandes mandíbulas e outras características osteológicas, mas foram incapazes de determinar se ambos pertenciam ao mesmo gênero, pois a única parte que conheciam do último era uma crista. Graham S. Cowles, por sua vez, achou os crânios das espécies muito diferentes para que fossem parentes próximos. O esqueleto do papagaio-de-rodrigues tem semelhanças com os de papagaios dos gêneros Tanygnathus e Psittacula.
No seu livro Extinct Birds (1907), o britânico Walter Rothschild colocou duas espécies hipotéticas de psitacídeos no gênero Necropsittacus; o papagaio-de-reunião (Necropsittacus? borbonicus) e o papagaio-de-maurício (Necropsittacus? francicus). O primeiro foi baseado num único relato feito por Sieur Dubois, e não se sabe qual a fonte do último, sendo por isso ambas consideradas espécies dúbias atualmente.

### Evolução
Muitas aves endêmicas das ilhas Mascarenhas, incluindo o dodô, são derivadas de ancestrais do sul da Ásia, e o paleontólogo inglês Julian Hume propôs que este pode ser o caso de todos os papagaios do arquipélago. O nível do mar era mais baixo durante o Pleistoceno, de modo que foi possível que algumas espécies colonizassem determinadas ilhas, menos isoladas na época. Embora a maioria das espécies de papagaios extintos das Mascarenhas sejam pouco conhecidas, restos subfósseis mostram que elas compartilhavam características tais como cabeças e mandíbulas ampliadas, ossos peitorais reduzidos e ossos das pernas robustos.
Hume sugeriu que esses papagaios têm uma origem comum na radiação da tribo Psittaculini, baseando essa teoria nas características morfológicas e no fato de que os papagaios Psittacula conseguiram colonizar muitas ilhas isoladas no Oceano Índico. Os Psittaculini podem ter invadido a área várias vezes, visto que muitas das espécies estavam tão especializadas que podem ter evoluído significativamente em ilhas de pontos quentes antes das Mascarenhas terem emergido do mar. Um estudo genético, publicado em 2011, descobriu que o papagaio-das-mascarenhas (Mascarinus mascarinus) da vizinha ilha Reunião era mais intimamente relacionado com o Coracopsis nigra de Madagascar e ilhas próximas, e, portanto, sem relação com os papagaios Psittacula, minando a teoria da origem comum deles.

## Descrição

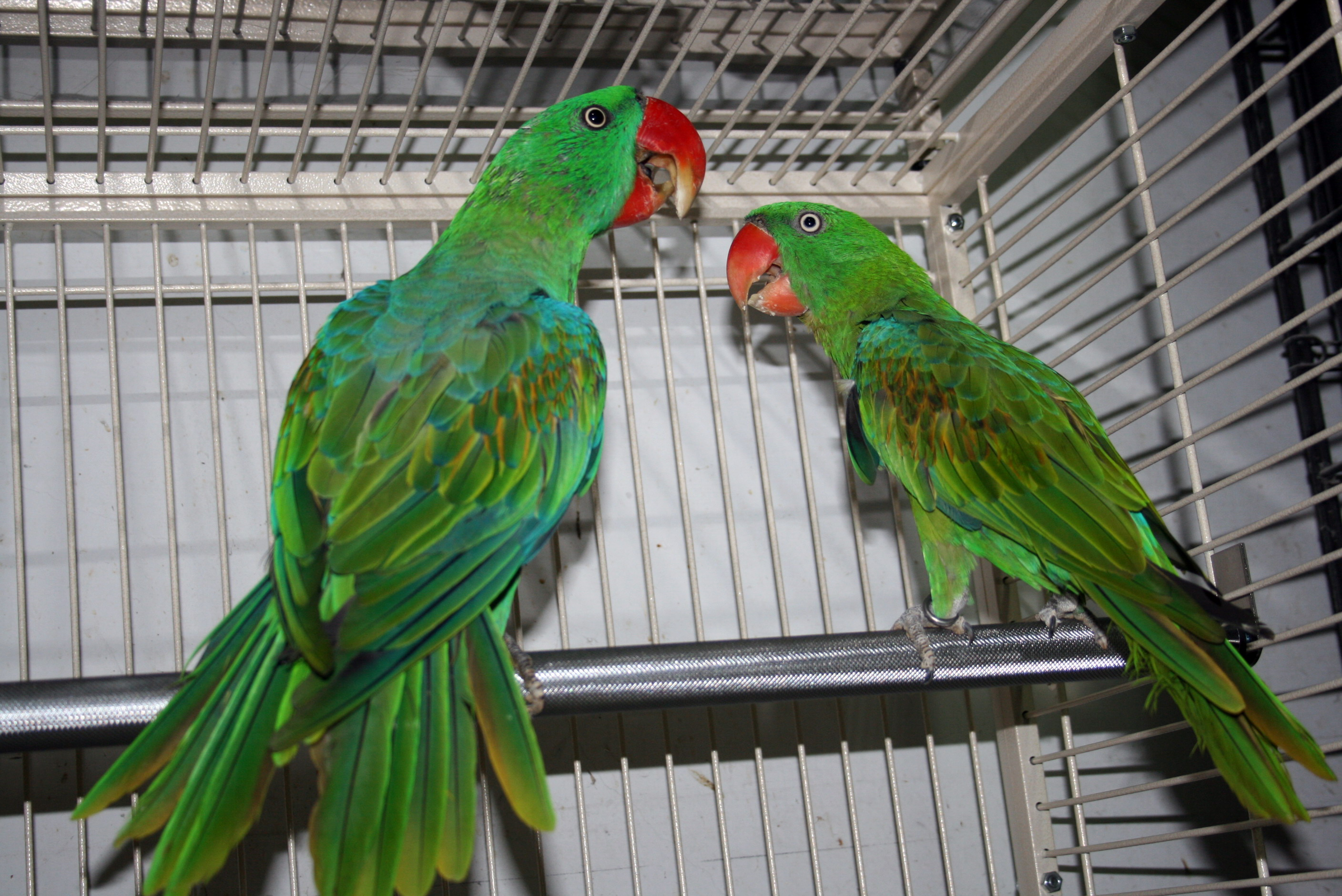
Tanygnathus megalorynchos é uma espécies bastante parecida com o papagaio-de-rodrigues

O papagaio-de-rodrigues foi descrito como grande e com uma grande cabeça e uma cauda longa. Sua plumagem foi descrita como sendo de coloração verde uniforme. Seu crânio era plano e deprimido em comparação com o da maioria dos outros papagaios, mas semelhante aos do gênero Ara. O crânio media cinco centímetros de comprimento sem o bico, 3,8 cm de largura e 2,4 cm de profundidade. O comprimento exato do corpo é desconhecido, mas pode ter sido de cerca de 50 centímetros. O seu tamanho foi comparado ao de uma cacatua grande. A sua tíbia era 32% menor do que a de uma fêmea de papagaio-de-bico-largo, no entanto, os ossos peitorais eram de tamanho semelhante, e proporcionalmente sua cabeça era maior do que a de qualquer espécie de papagaio das ilhas Mascarenhas.
Os ossos peitorais e pélvicos eram similares em tamanho aos do kaka (Nestor meridionalis), endêmico da Nova Zelândia, e pode ter tido uma aparência semelhante a do Tanygnathus megalorynchos em vida, mas com uma cabeça e cauda maiores. É diferente de outros papagaios das ilhas Mascarenhas em várias características do esqueleto, incluindo as narinas viradas para cima ao invés de para frente. Não há nenhum detalhe do crânio que sugira que ele tinha uma crista como a do papagaio-de-bico largo, e também não há evidência fóssil suficiente para determinar se havia um pronunciado dimorfismo sexual. Há espécimes intermediários entre os indivíduos mais longos e mais curtos conhecidos através dos elementos esqueléticos, o que indica que não havia grupos de tamanhos distintos.

## Comportamento e ecologia

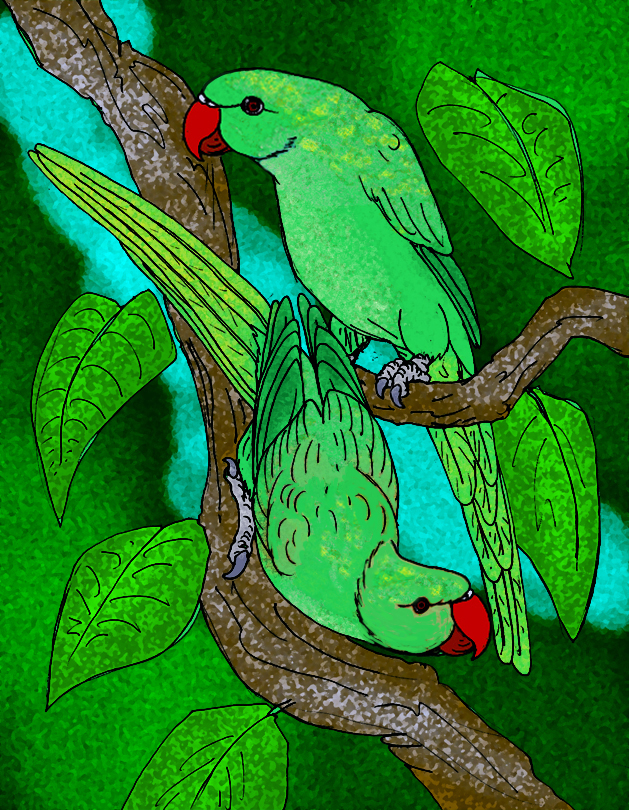
Reconstrução artística do papagaio-de-rodrigues (acima) e do hipotético papagaio-de-reunião.

A descrição de Julien Tafforet em 1726 é o único relato detalhado do papagaio-de-rodrigues em vida:
O maior deles são maiores que um pombo, e tem uma cauda muito longa, a cabeça grande, tal como o bico. A maioria deles vêm para as ilhotas que estão ao sul da ilha, onde comem uma pequena semente preta, que produz um pequeno arbusto cujas folhas têm o cheiro da laranjeira, e voltam para a ilha principal para beber água... eles têm a plumagem verde. O "Bois de Buis" [Fernelia buxifolia] é comum lá e muito pequeno. Os papagaios comem as sementes.
O arbusto mencionado por Tafforet, Fernelia buxifolia, é uma planta ameaçada de extinção atualmente, mas era comum em toda a ilha Rodrigues e ilhotas próximas na época em que visitou a região. Naquele tempo, papagaios, estorninhos da espécie Necropsar rodericanus e pombos que só existiam lá frequentavam e construíam seus ninhos nestas ilhotas para evitar a grande população de ratos introduzidos em Rodrigues.
Muitas outras espécies endêmicas de Rodrigues tornaram-se extintas após a chegada do homem, de modo que o ecossistema da ilha está fortemente danificado. Antes da vinda dos humanos, as florestas cobriam a ilha por completo, mas muito pouco resta hoje devido ao desmatamento. O papagaio-de-rodrigues viveu ao lado de outras aves recentemente extintas, como o solitário-de-rodrigues, o Erythromachus leguati, o periquito-de-rodrigues, o estorninho-de-rodrigues, a coruja-de-rodrigues, a garça Nycticorax megacephalus, e o pombo-de-rodrigues. Répteis extintos incluem as tartarugas gigantes Cylindraspis peltastes e C. vosmaeri, e o lagarto Phelsuma edwardnewtoni.

## Extinção

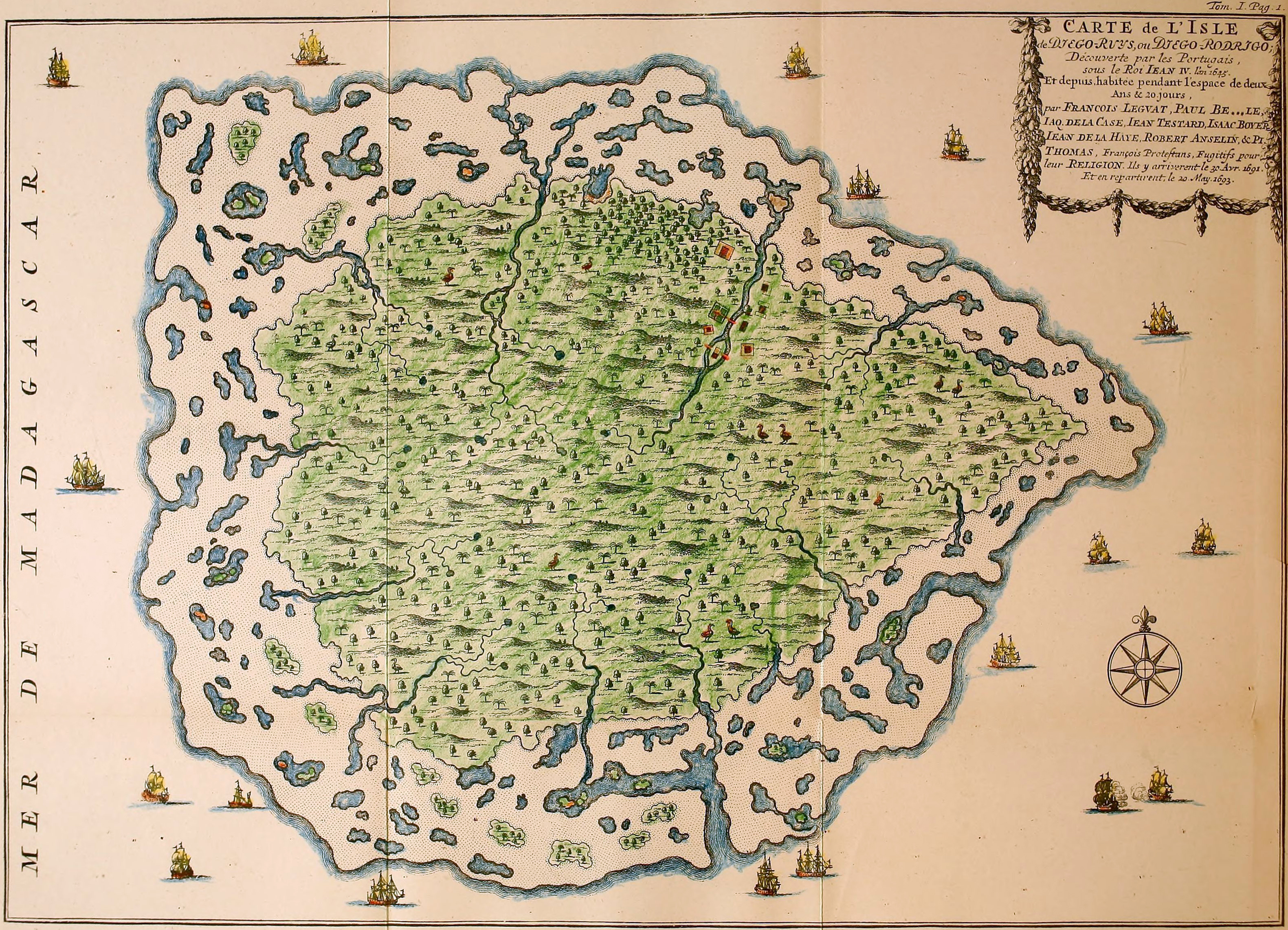
Mapa de Rodrigues feito por Leguat. O local onde se estabeleceu está marcado no nordeste da ilha.

Das oito ou mais espécies de psitacídeos endêmicos das ilhas Mascarenhas, apenas o periquito-de-maurício conseguiu sobreviver até os dias atuais. Todos os outros foram extintos possivelmente pela combinação de dois fatores: caça excessiva e desmatamento. Além disso, as ilhotas no mar de Rodrigues foram infestadas por ratos trazidos nos navios dos europeus, e acredita-se que essa é uma das razões para o desaparecimento do papagaio-de-rodrigues e outros pássaros que lá viviam. Os ratos provavelmente caçavam ovos e filhotes. O astrônomo francês Alexandre Guy Pingré visitou Rodrigues para observar o trânsito de Vênus de 1761. Ele mencionou que as espécies locais eram caçadas pela população, e apontou o papagaio-de-rodrigues como sendo raro:
O periquito [Psittacula exsul] pareceu-me muito mais delicado [no sabor, comparado com a raposa-voadora]. Eu não teria saudade de nenhuma das aves de caça da França se ele fosse mais abundante em Rodrigues; mas começa a tornar-se raro. Há ainda menos papagaios [papagaios-de-rodrigues], embora houvesse uma grande quantidade de acordo com François Leguat; de fato, uma pequena ilhota ao sul de Rodrigues ainda mantém o nome de ilha do Papagaio [Isle Pierrot].
Pingré também relatou que a ilha estava ficando desmatada graças à atividade dos caçadores de tartarugas, que queimavam a vegetação para limpar o terreno. Isso, aliado com a caça direta dos papagaios, provavelmente levou a uma redução considerável da população de papagaios-de-rodrigues. Os escritos de Pingré são a última menção conhecida sobre a espécie, possivelmente extinta pouco tempo depois.